# Sophoreae
Sophoreae ist eine Tribus in der Unterfamilie der Schmetterlingsblütler (Faboideae) innerhalb der Familie der Hülsenfrüchtler (Fabaceae).

## Beschreibung

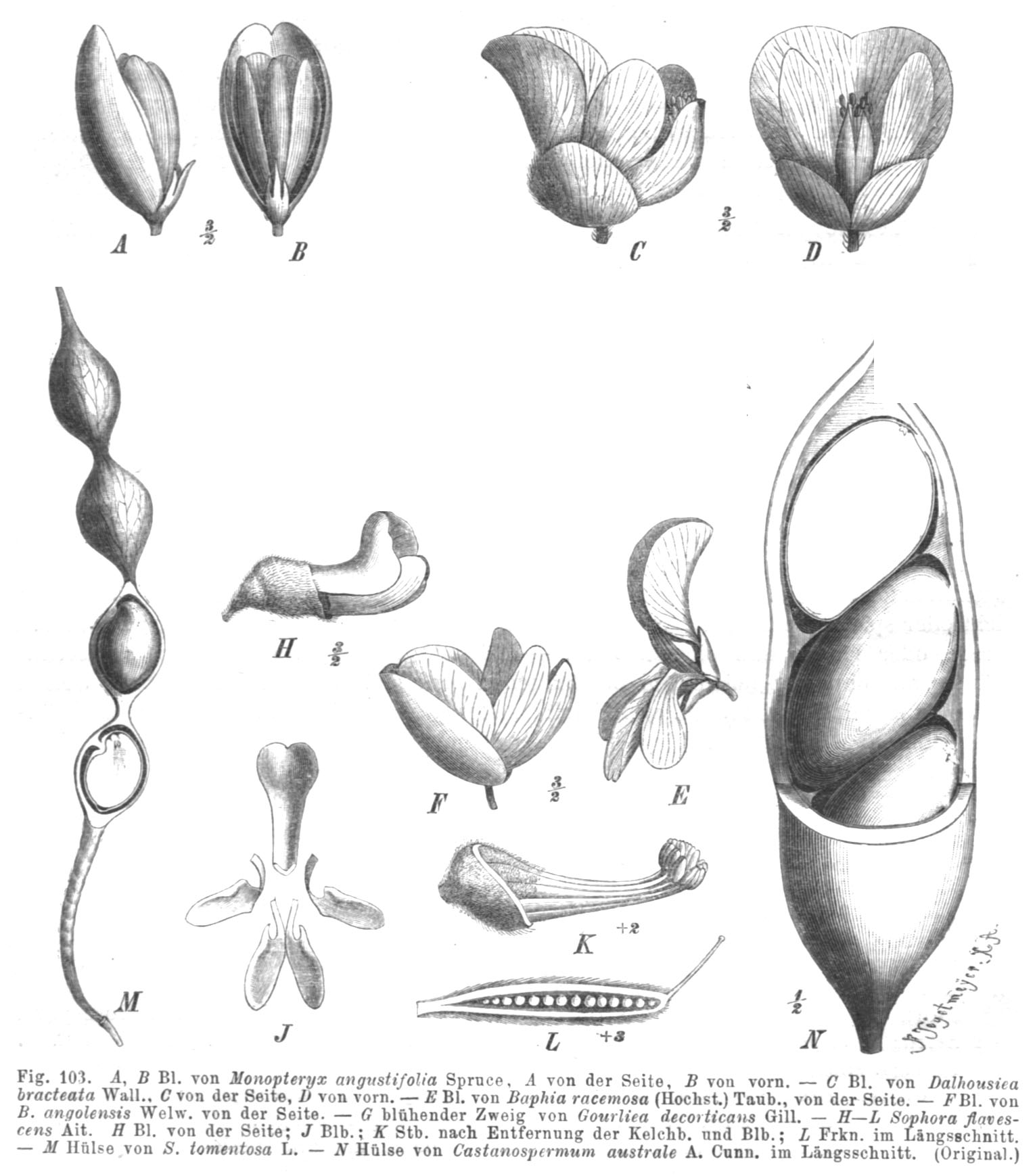
Illustration von Details einiger Arten der Tribus

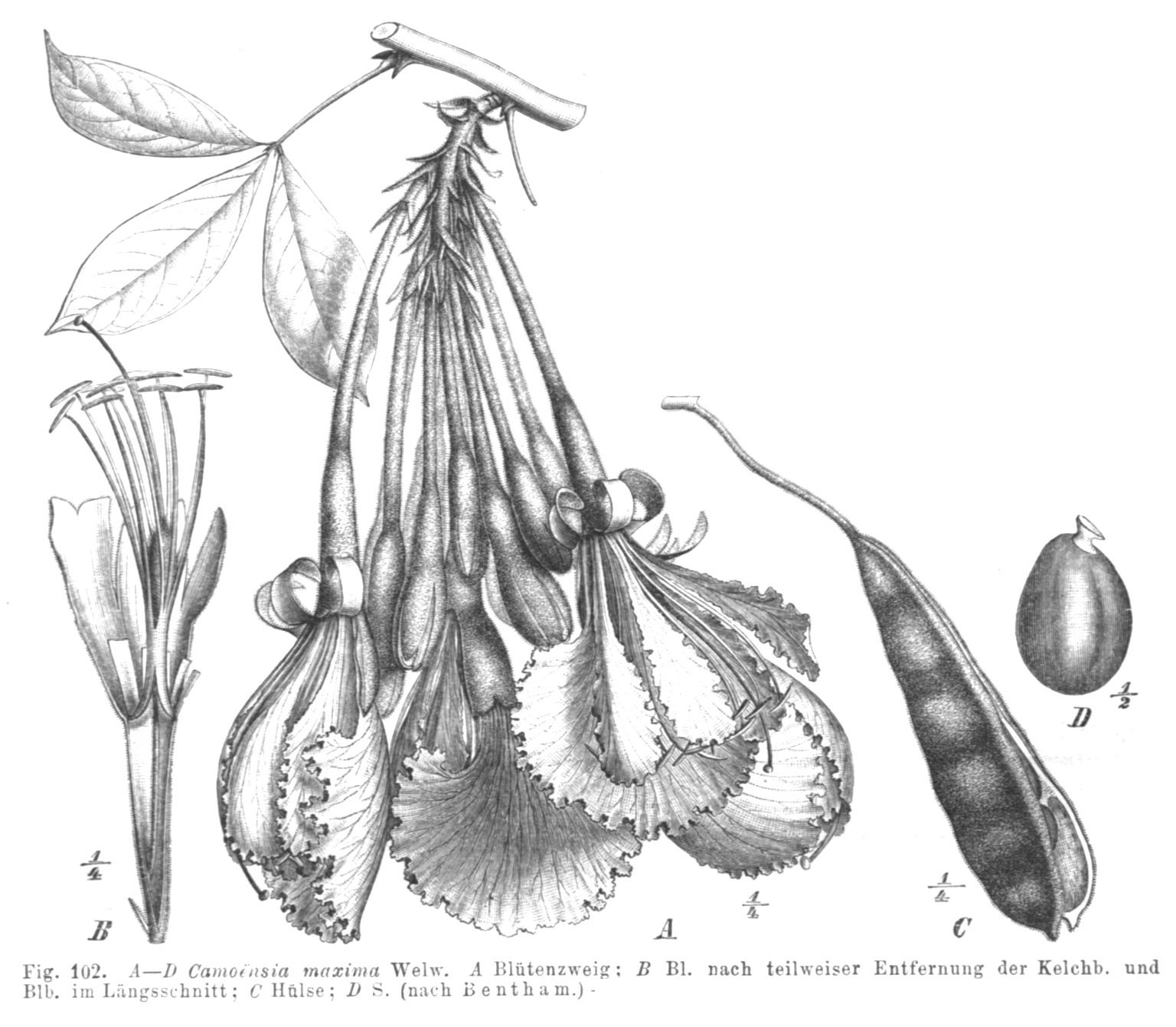
Illustration von Camoensia scandens

### Vegetative Merkmale
Es sind meist verholzende Pflanzen: immergrüne oder laubabwerfende Sträucher und Bäume, selten sind es Lianen (Beispiel: Bowringia callicarpa); oder ausdauernde krautige Pflanzen.
Die Laubblätter sind oft gefiedert oder gefingert. Nebenblätter sind vorhanden oder fehlen.

### Generative Merkmale
Es werden seiten- oder endständige, traubige oder rispige Blütenstände gebildet.
Die Blüten sind zygomorph bis fast radiärsymmetrisch und oft fünfzählig mit doppelter Blütenhülle. Es kann ein Blütenbecher vorhanden sein. Die fünf Kelchblätter sind unterschiedlich weit verwachsen. Die selten ein bis, meist fünf Kronblätter können weiß, gelb oder lila sein. Es sind meist zehn (sechs bis dreißig) Staubblättern vorhanden. Die Staubfäden können alle vollkommen frei sein oder die äußersten bis auf der Hälfte ihrer Länge verwachsen sein, selten sind neun bis weit nach oben verwachsen. Die Staubbeutel sind alle gleich. Das einzelne Fruchtblatt enthält ein bis einige Samenanlagen.
Es werden nicht bei allen Arten Hülsenfrüchte gebildet, sondern auch Flügelnüsse (Samaras) die geflügelt sind. Die nierenförmigen, elliptischen oder kugeligen Samen besitzen ein kleines Hilum und manchmal einen Arillus.

### Chromosomensätze
Die Chromosomengrundzahlen im Tribus reichen von x = 8 bis 14, am häufigsten sind x = 11 und x = 9.

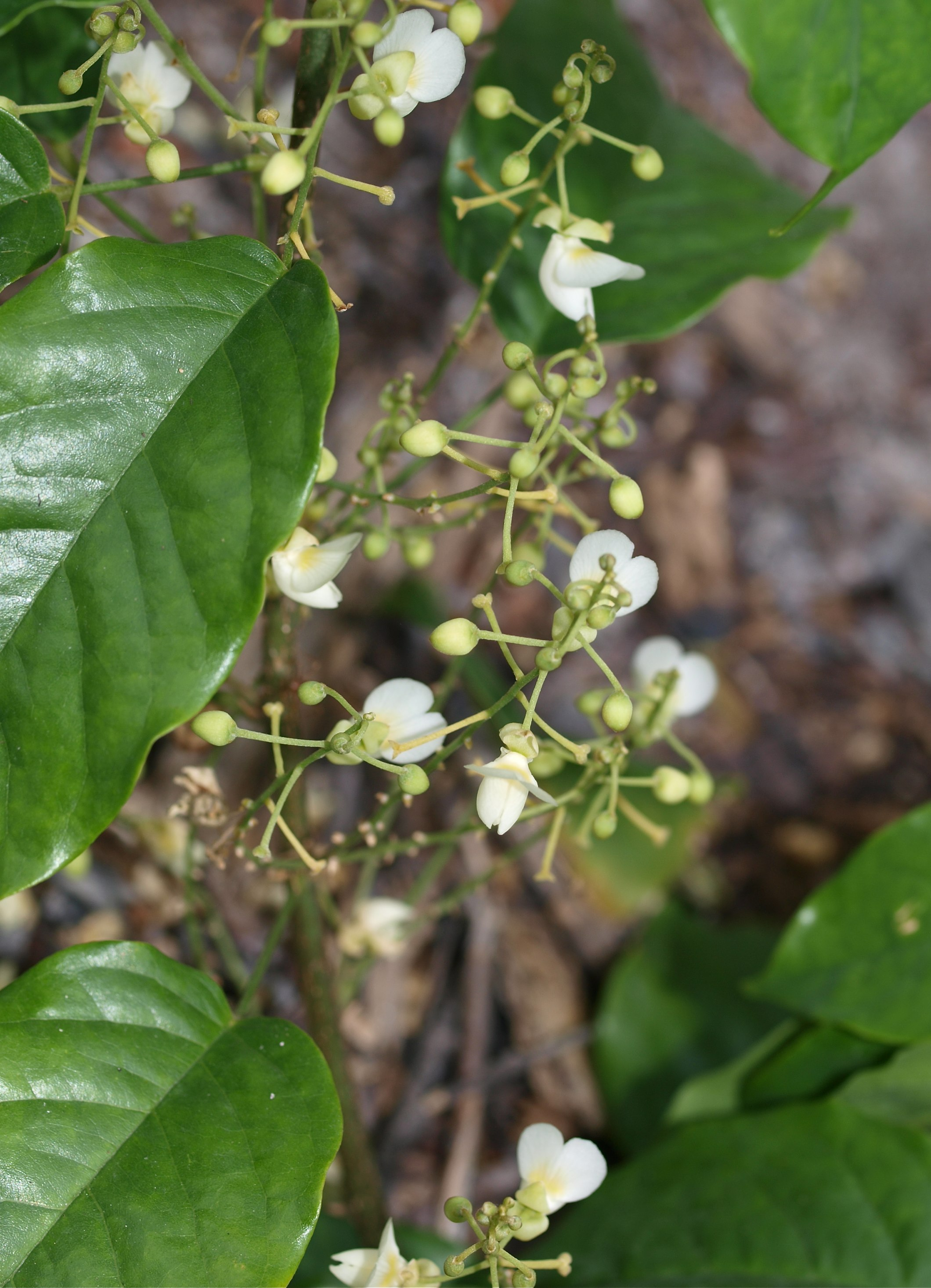
Blütenstände von Airyantha schweinfurthii

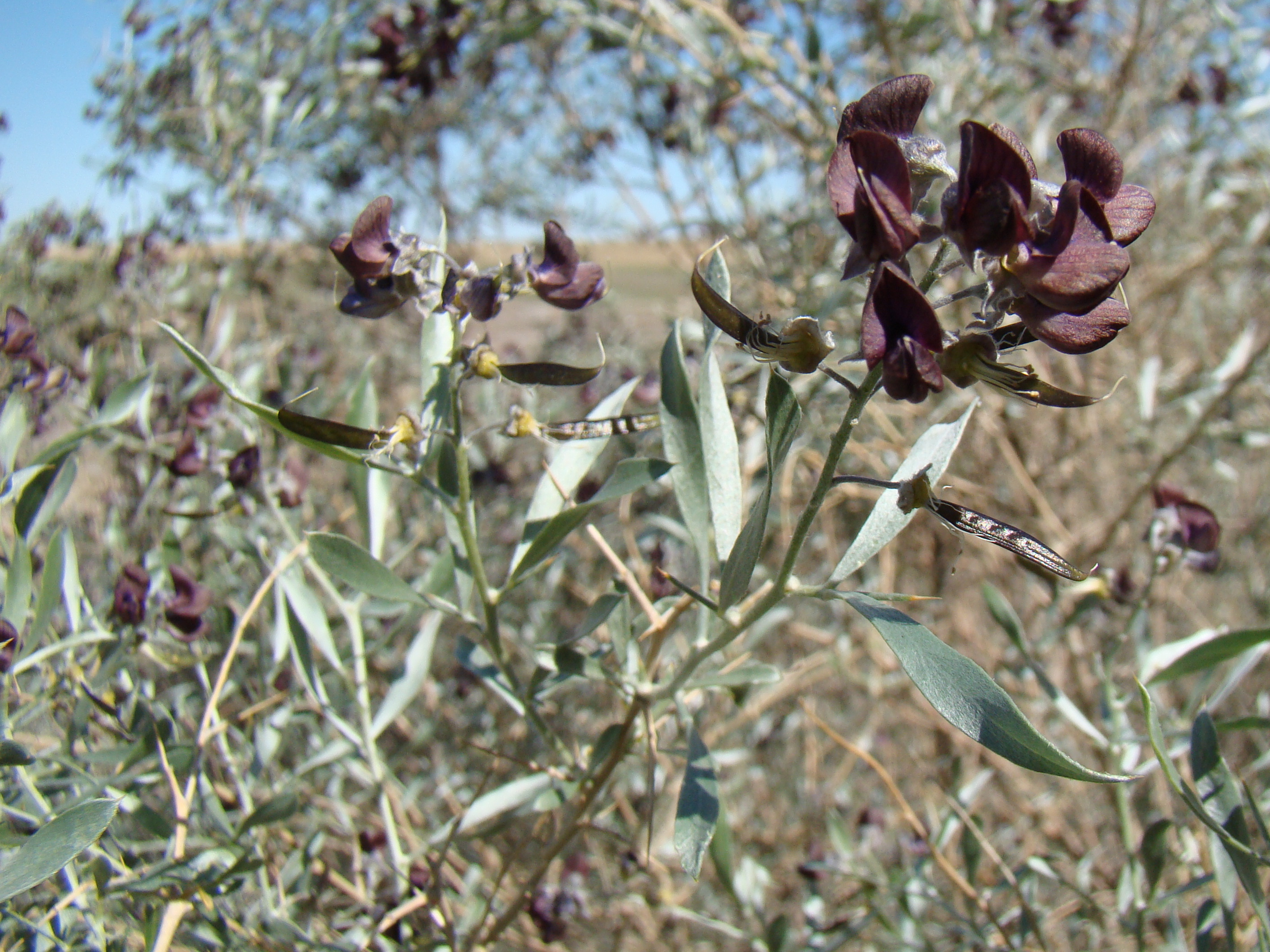
Ammodendron bifolium

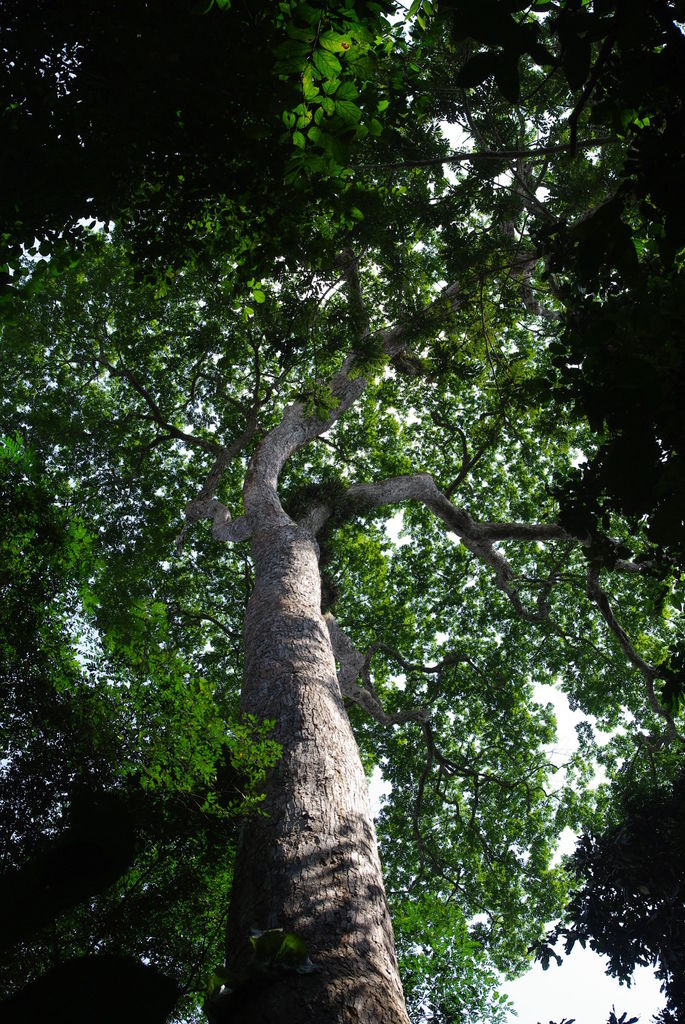
Amphimas pterocarpoides

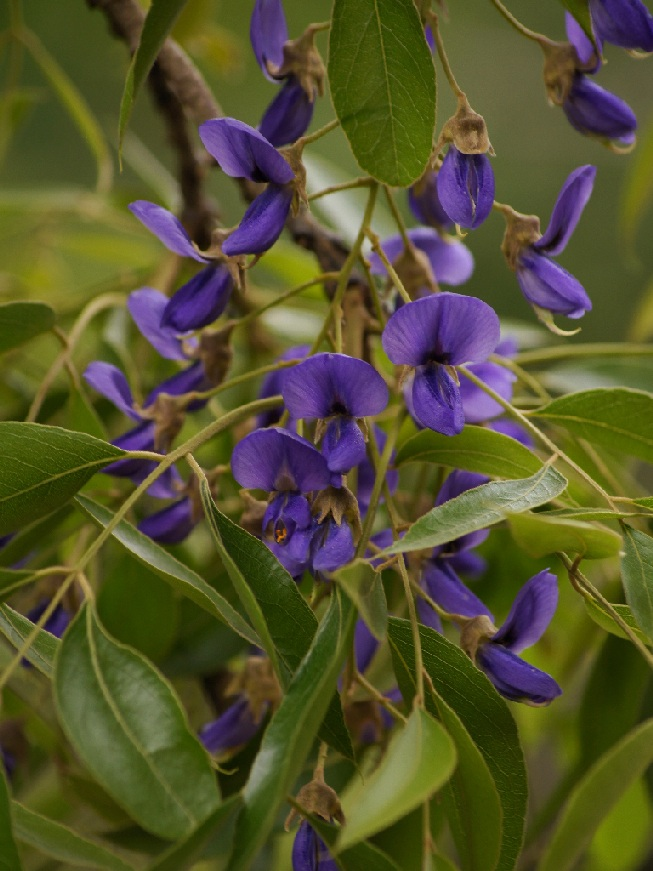
Bolusanthus speciosus

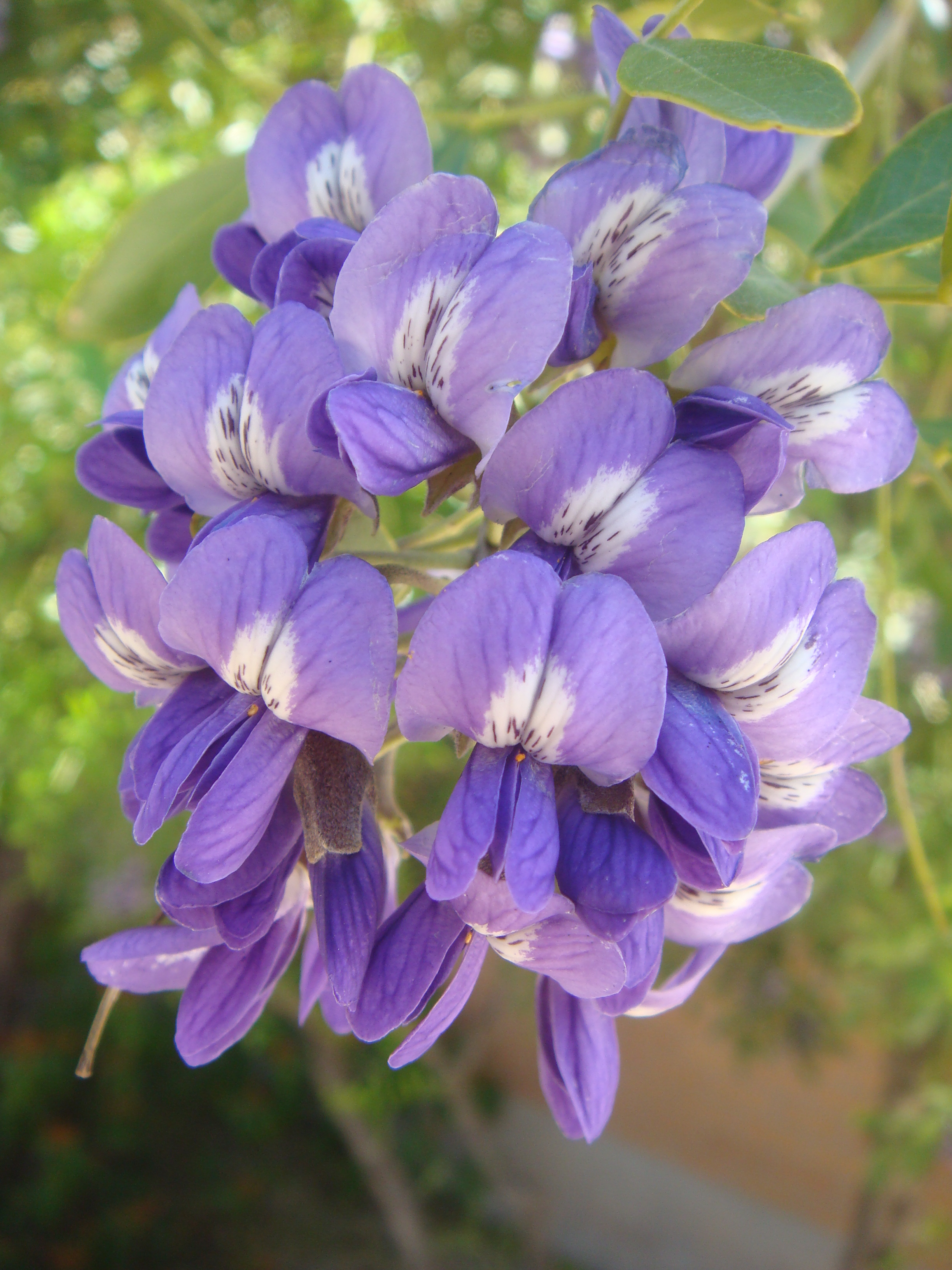
Meskalbohne (Dermatophyllum secundiflorum)

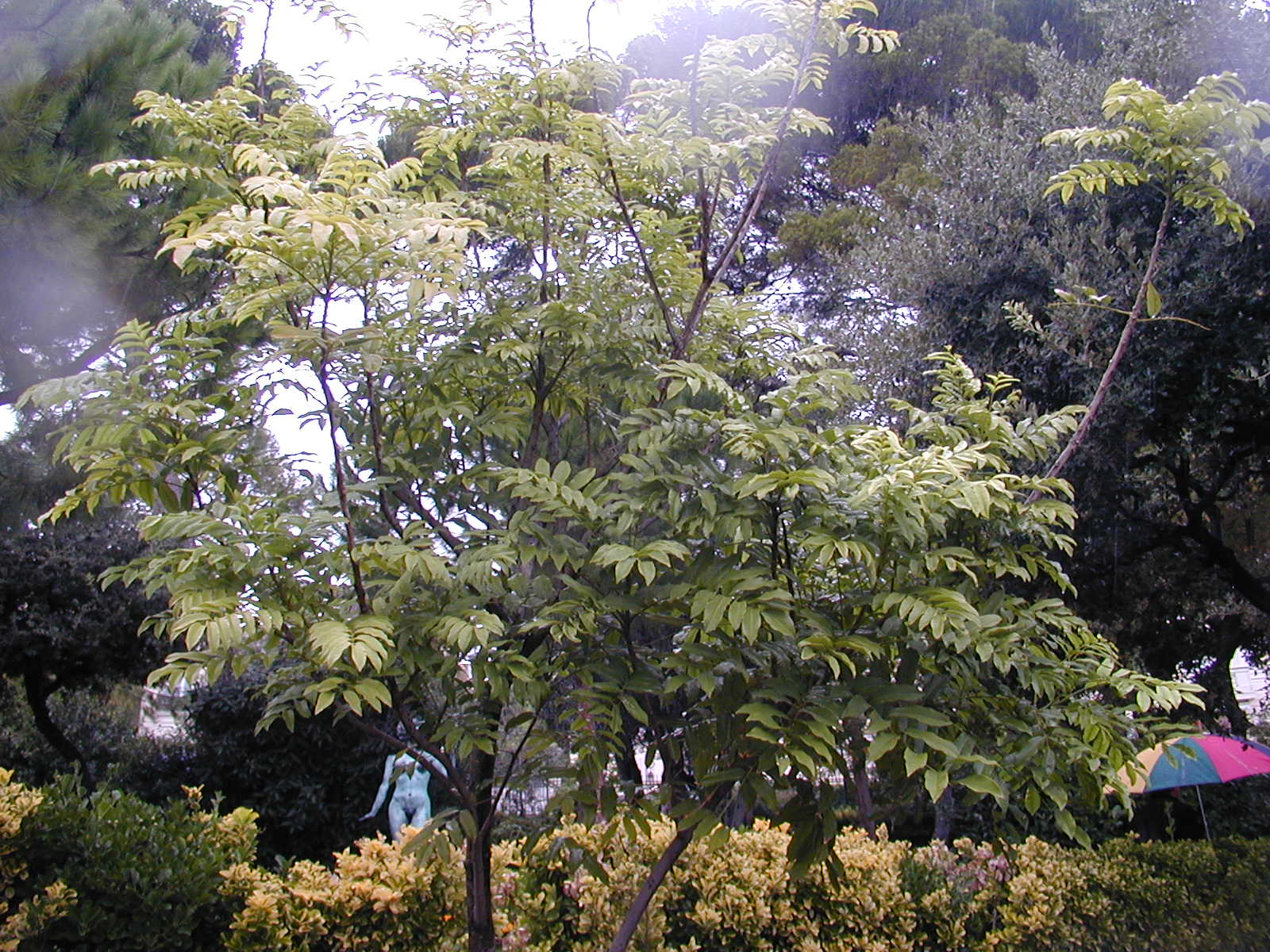
Australische Kastanie (Castanospermum australe)

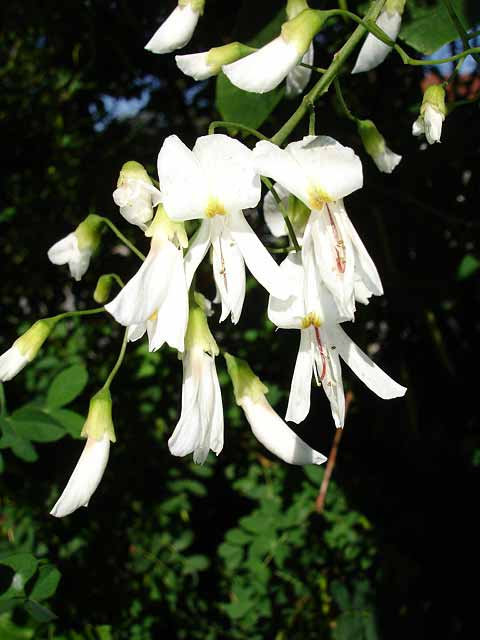
Blüten des Amerikanischen Gelbholz (Cladrastis kentukea)

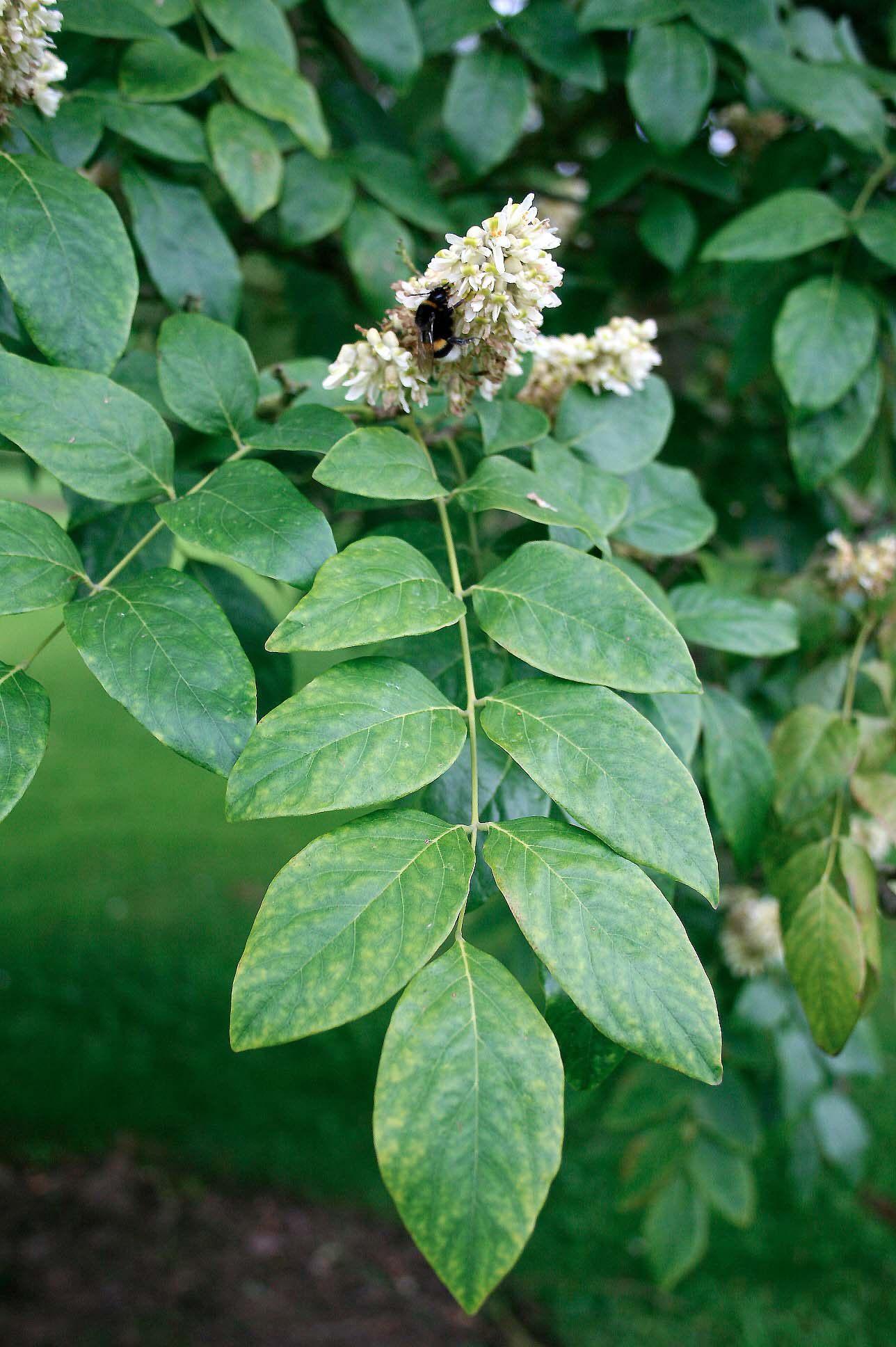
Maackia amurensis

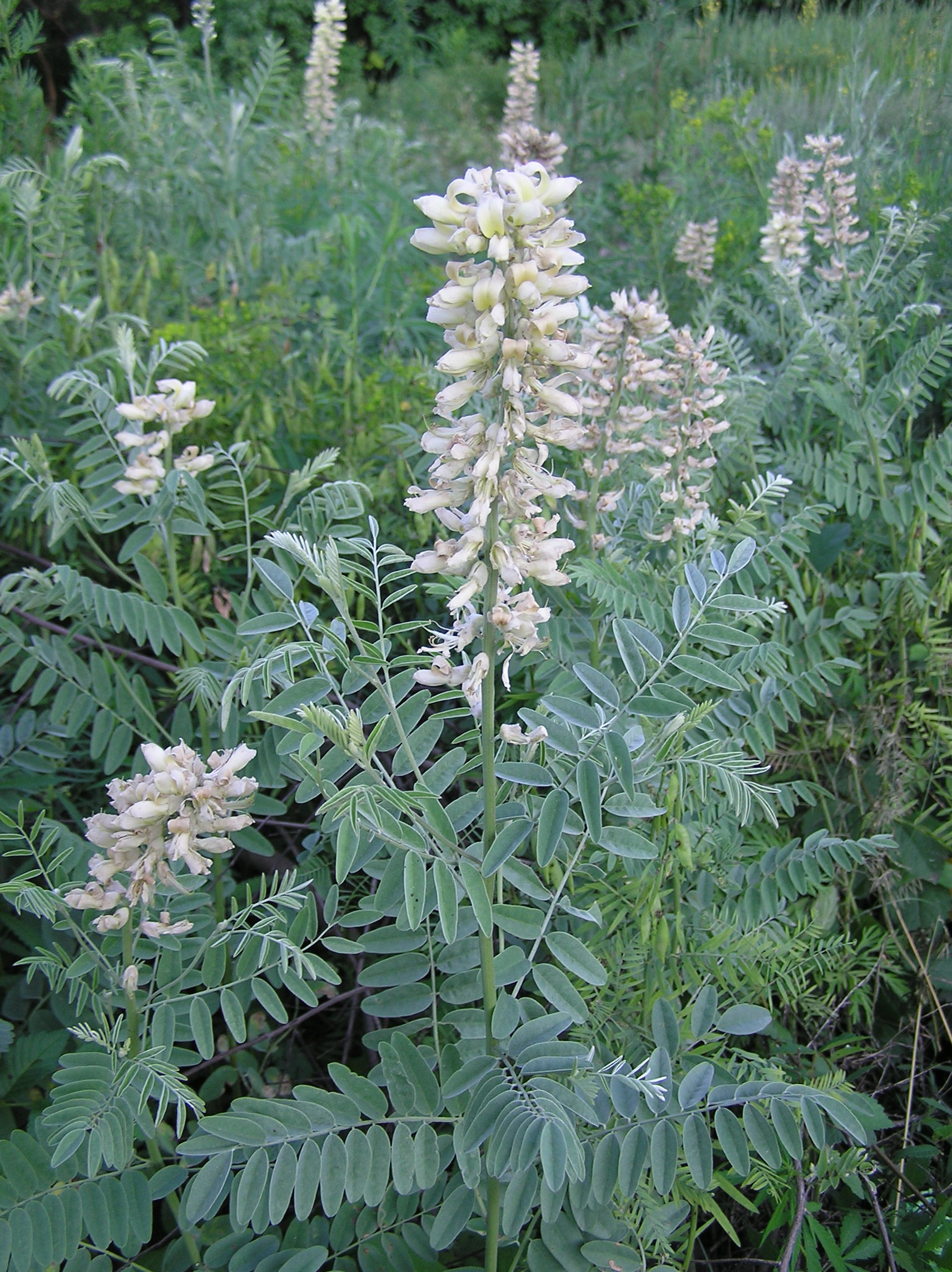
Sophora alopecuroides

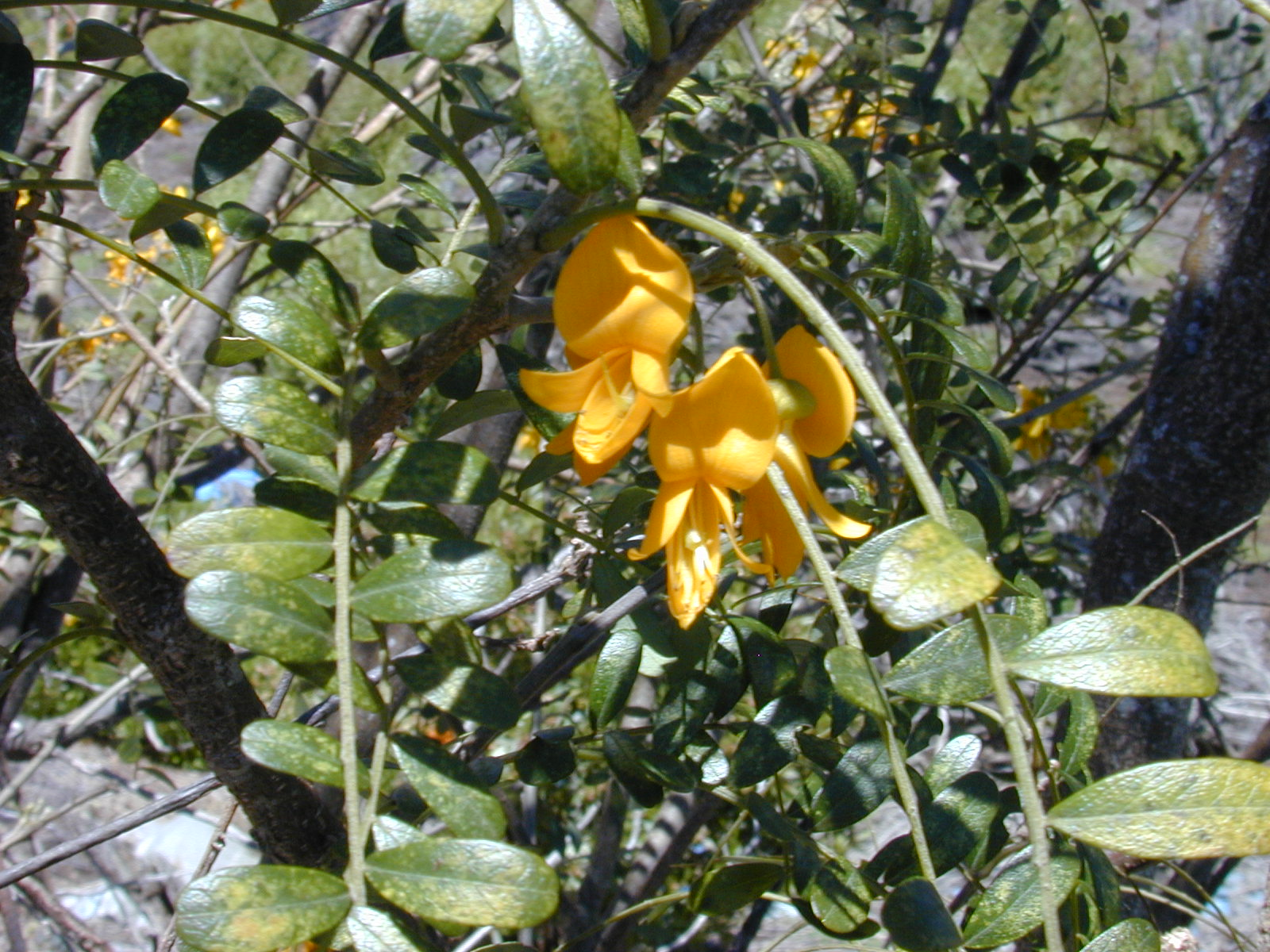
Blüten der Sophora chrysophylla

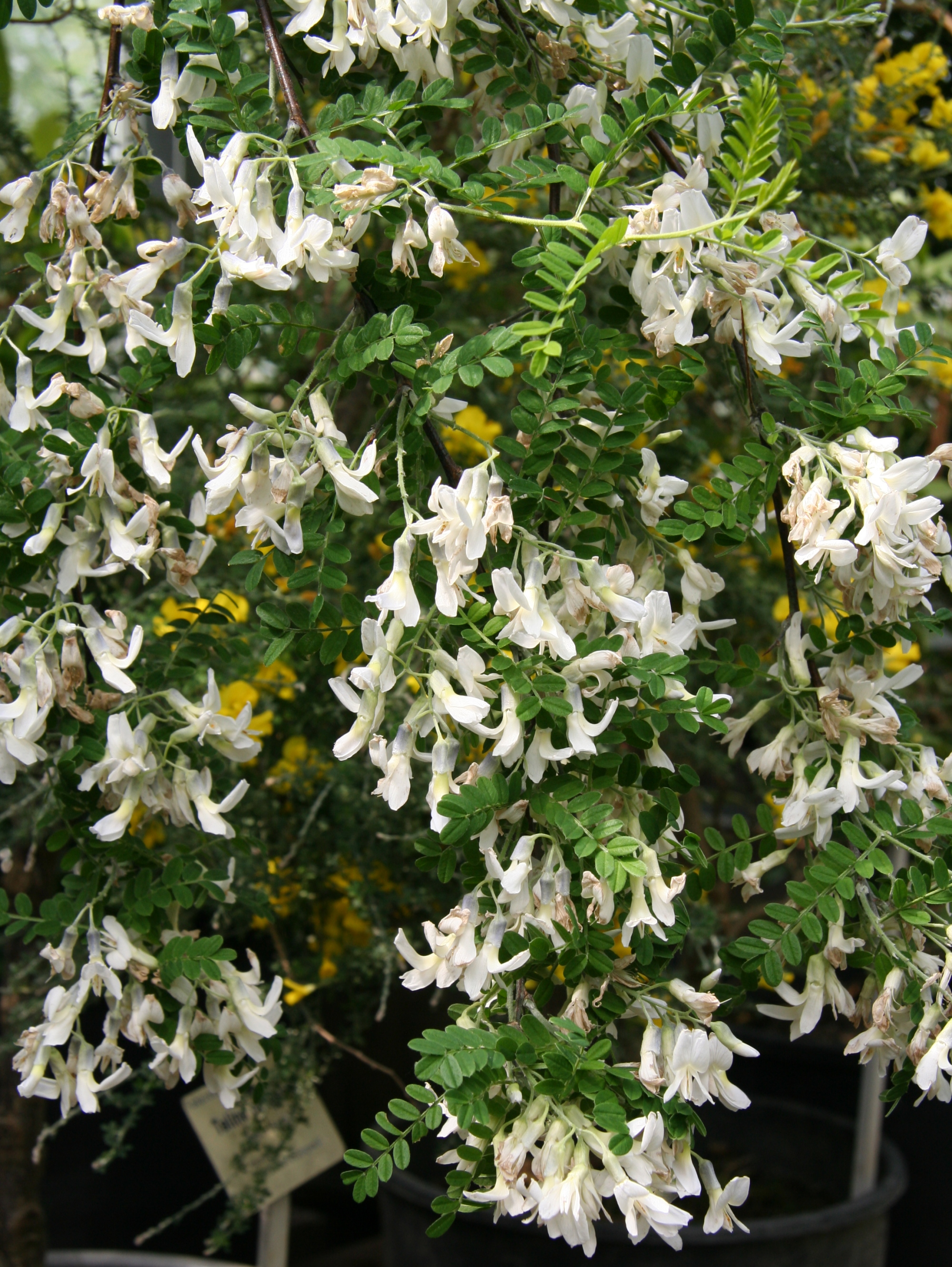
Sophora microphylla

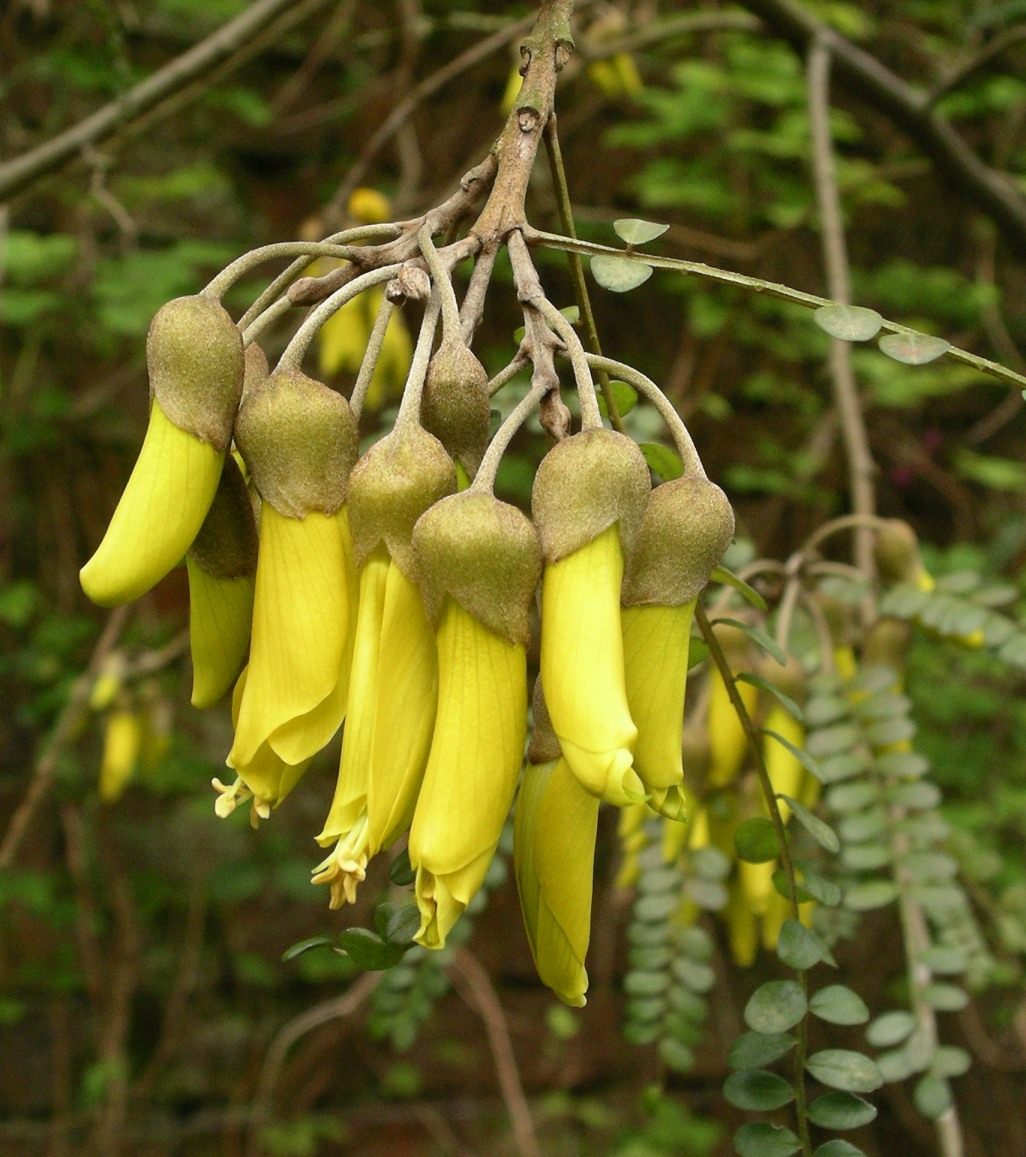
Blüten der Sophora tetraptera

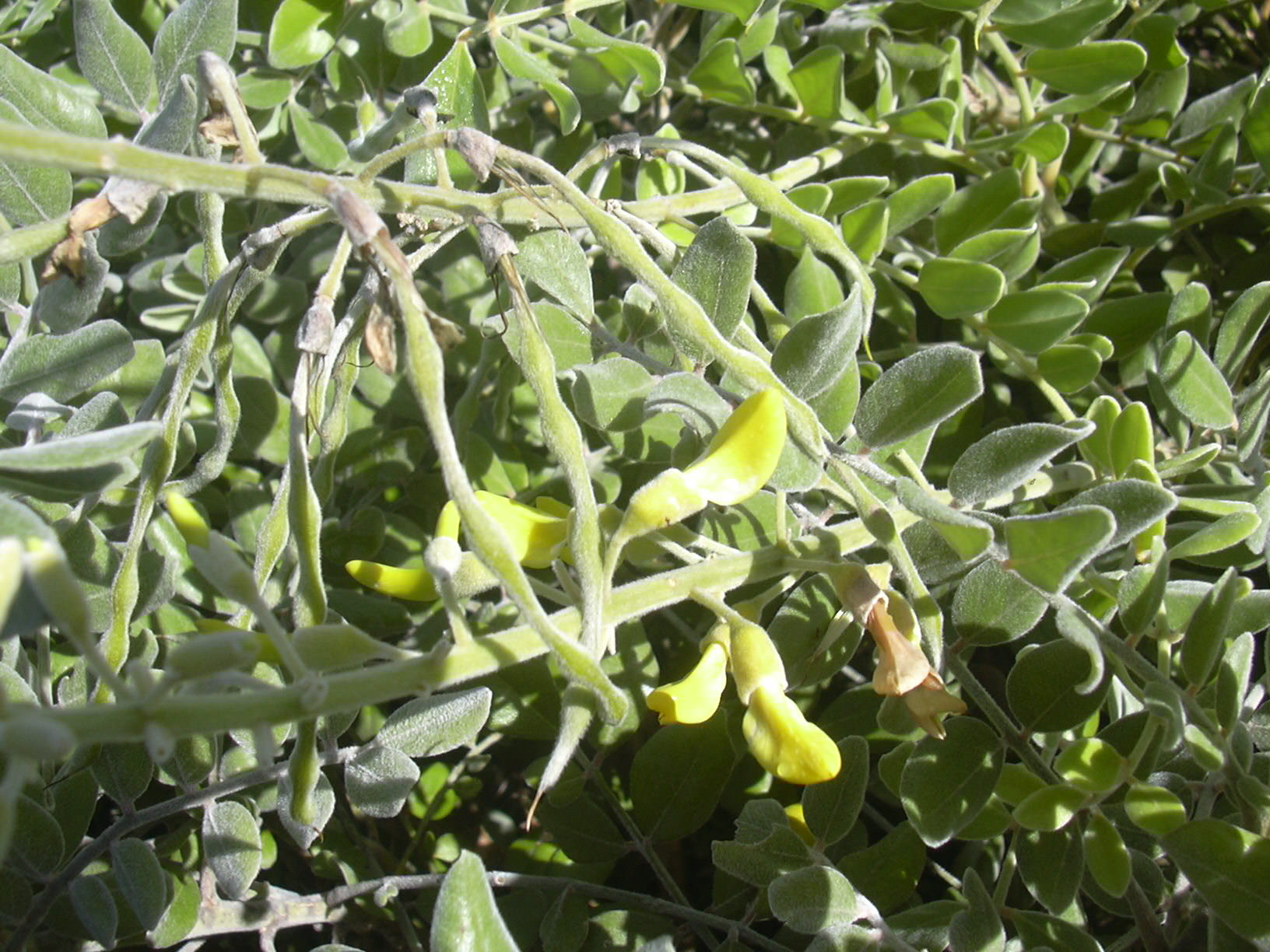
Sophora tomentosa

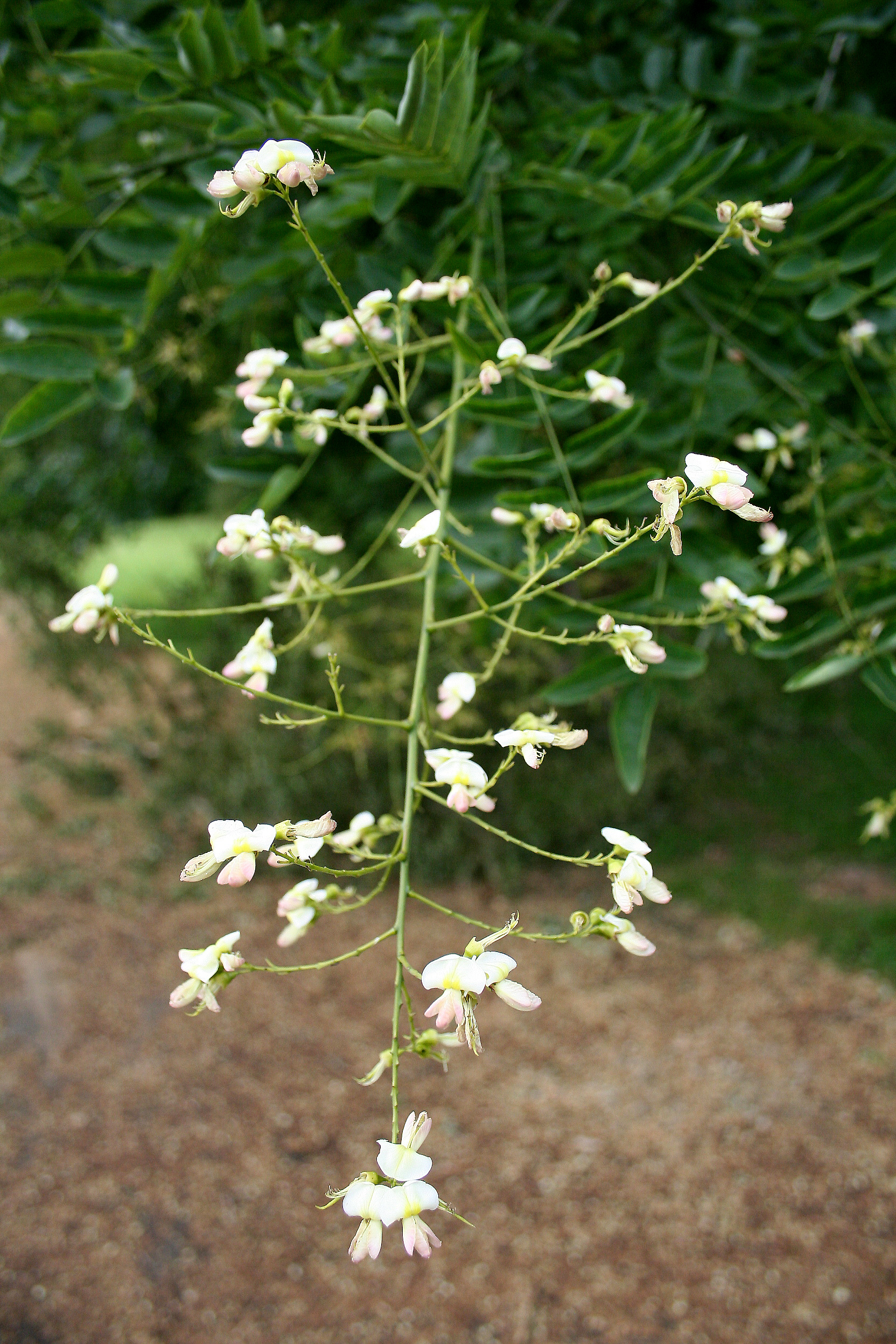
Japanischer Schnurbaum (Styphnolobium japonicum)

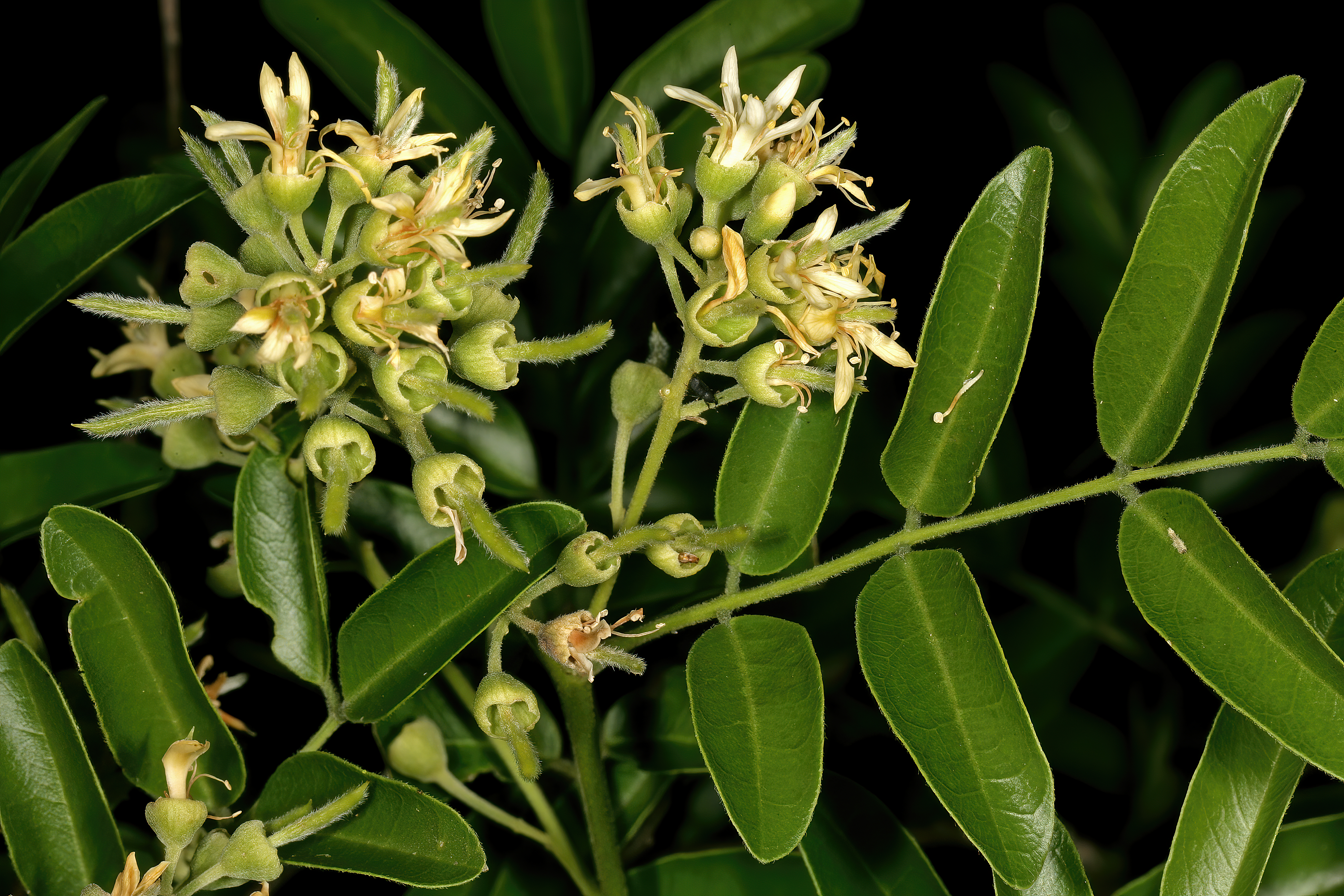
Zweig mit Laubblättern und Blütenständen von Xanthocercis zambesiaca

## Systematik und Verbreitung
Die Tribus Sophoreae wurde 1825 durch Curt Polycarp Joachim Sprengel in Augustin Pyramus de Candolle: Prodromus Systematis Naturalis Regni Vegetabilis, 2, S. 94 aufgestellt. Reaktiviert wurde die Tribus Sophoreae 1981 durch Roger Marcus Polhill: Sophoreae. S. 213–230, in: R. M. Polhill, P. H. Raven (Hrsg.): Advances in Legume Systematics.
Die Tribus Sophoreae gehört zur Unterfamilie der Faboideae innerhalb der Familie der Fabaceae.
Die Arten dieser Tribus gehören zu den ursprünglichsten in dieser Unterfamilie.
Arten der Tribus Sophoreae gedeihen in den tropischen und gemäßigten Gebieten der Neuen Welt und der Alten Welt.
Die Tribus Sophoreae enthält 42 bis 46 Gattungen (vollständige Liste nach GRIN) mit etwa 370 bis 400 Arten:
- Acosmium Schott: Sie enthält etwa 16 Arten:[5]
  - Acosmium bijugum (Vogel) Yakovlev
  - Acosmium brachystachyum (Benth.) Yakovlev
  - Acosmium dasycarpum (Vogel) Yakovlev
  - Acosmium diffusissimum (Mohlenbr.) Yakovlev
  - Acosmium fallax (Taub.) Yakovlev
  - Acosmium glaziovianum (Harms) Yakovlev
  - Acosmium lentiscifolium Schott
  - Acosmium mohlenbrockii Yakovlev
  - Acosmium nitens (Vogel) Yakovlev
  - Acosmium panamense (Benth.) Yakovlev
  - Acosmium parvifolium (Harms) Yakovlev
  - Acosmium praeclarum (Sandwith) Yakovlev
  - Acosmium subelegans (Mohlenbr.) Yakovlev
  - Acosmium tenuifolium (Vogel) Yakovlev
  - Acosmium tomentellum (Mohlenbr.) Yakovlev
  - Acosmium trichonema Rizzini
- Airyantha Brummitt: Die etwa zwei Arten sind im tropischen Afrika und Asien verbreitet:[5]
  - Airyantha borneensis (Oliv.) Brummitt
  - Airyantha schweinfurthii (Taub.) Brummitt
- Alexa Moq.: Es ist eine rein neotropische Gattung mit etwa neun Baum-Arten:[5]
  - Alexa bauhiniiflora Ducke
  - Alexa canaracunensis Pittier
  - Alexa confusa Pittier
  - Alexa cowanii Yakovlev
  - Alexa grandiflora Ducke
  - Alexa herminiana N.Ramírez
  - Alexa imperatricis (R.H.Schomb.) Baill.
  - Alexa leiopetala Sandwith
  - Alexa surinamensis Yakovlev
  - Alexa wachenheimii Benoist
- Ammodendron Fisch. ex DC.: Die vier bis acht Strauch-Arten kommen vom Iran bis Xinjiang vor:[5]
  - Ammodendron bifolium (Pall.) Yakovlev
  - Ammodendron conollyi Boiss.
  - Ammodendron eichwaldii Ledeb.
  - Ammodendron karelinii Fisch. & C.A.Mey.
- Amphimas Pierre ex Harms: Die drei bis vier Arten sind in West- bis Zentralafrika verbreitet:[5]
  - Amphimas ferrugineus Pellegr.
  - Amphimas pterocarpoides Harms
  - Amphimas tessmannii Harms
- Angylocalyx Taub.: Sie enthält etwa fünf Arten:[5]
  - Angylocalyx boutiqueanus L.Touss.
  - Angylocalyx braunii Harms
  - Angylocalyx oligophyllus (Baker) Baker f.
  - Angylocalyx pynaertii De Wild.
  - Angylocalyx schumannianus Taub.
- Baphia Afzel. ex Lodd. et al. (Syn.: Bracteolaria Hochst.): Die etwa zwei Arten kommen im tropischen Afrika und in Madagaskar vor:[5]
  - Baphia capparidifolia Baker
  - Baphia madagascariensis C.H.Stirt. & Du Puy
- Bolusanthus Harms: Es gibt nur eine Art:[5]
  - Bolusanthus speciosus (Bolus) Harms: Sie ist in Botswana, Eswatini, Kenia, Malawi, Mosambik, Südafrika, Uganda, Sambia und Simbabwe verbreitet.[5]
- Bowdichia Kunth: Sie enthält zwei bis vier Arten, die in Costa Rica und in Südamerika vorkommen:[5]
  - Bowdichia nitida Benth.
  - Bowdichia virgilioides Kunth
- Cadia Forssk. (Syn.: Panciatica G.Piccioli, Pseudocadia Harms): Sechs Arten kommen in Madagaskar vor und eine Art ist in Äthiopien, Kenia sowie Somalia verbreitet:[5]
  - Cadia commersoniana Baill.
  - Cadia ellisiana Baker
  - Cadia emarginatior M.Pelt.
  - Cadia pedicellata Baker
  - Cadia pubescens Bojer ex Baker
  - Cadia purpurea (G.Piccioli) Aiton: Äthiopien, Kenia, Somalia[5]
  - Cadia rubra R.Vig.
- Camoensia Welw. ex Benth. & Hook. f. (Syn.: Giganthemum Welw.): Die etwa zwei Arten kommen von Nigeria bis Angola vor:
  - Camoensia brevicalyx Benth.
  - Camoensia scandens (Welw.) J.B.Gillett
- Castanospermum A.Cunn. ex Hook.: Sie enthält ein oder zwei Arten im subtropischen Australien und Neukaledonien:[5]
  - Australische Kastanie (Castanospermum australe A.Cunn. & C.Fraser ex Hook.)
- Cladrastis Raf. (Syn.: Platyosprion (Maxim.) Maxim.): Sie enthält vier bis sieben Arten:[5]
  - Amerikanisches Gelbholz (Cladrastis kentukea (Dum. Cours.) Rudd)
  - Cladrastis parvifolia C.Y.Ma
  - Cladrastis platycarpa (Maxim.) Makino
  - Cladrastis scandens C.Y.Ma
  - Cladrastis sikokiana (Makino) Makino
  - Cladrastis sinensis Hemsl.
  - Cladrastis wilsonii Takeda
- Clathrotropis (Benth.) Harms: die etwa sechs Arten kommen im tropischen Südamerika und auf Karibischen Inseln vor:[5]
  - Aromata (Clathrotropis brachypetala (Tul.) Kleinhoonte)
  - Clathrotropis brunnea Amshoff
  - Clathrotropis glaucophylla Cowan
  - Clathrotropis macrocarpa Ducke
  - Clathrotropis nitida (Benth.) Harms
- Dalhousiea Wall. ex Benth.: Die etwa drei Arten kommen im tropischen Zentralafrika und von Assam bis Myanmar vor:[5]
  - Dalhousiea africana S.Moore
  - Dalhousiea bracteata (Roxb.) Benth.
  - Dalhousiea paucisperma Griff.
- Dermatophyllum Scheele: Seit 2011 ist dies der gültige Name für Calia Terán & Berland, ein weiteres Synonym ist Agastianis Raf. nom. illeg. Es sind fünf Arten enthalten:[6]
  - Dermatophyllum arizonicum (S.Watson) Vincent (Syn.: Sophora arizonica S.Watson, Calia arizonica (S.Watson) Yakovlev, Sophora formosa Kearney & Peebles, Calia formosa (Kearney & Peebles) Yakovlev, Calia arizonica subsp. formosa (Kearney & Peebles) Yakovlev)[6]
  - Dermatophyllum gypsophilum (B.L.Turner & A.M.Powell) Vincent (Syn. Sophora gypsophila B.L.Turner & A.M.Powell): Es gibt zwei Unterarten:[6]
    - Dermatophyllum gypsophilum subsp. guadalupense (B.L.Turner & A.M.Powell) Vincent (Syn. Sophora gypsophila var. guadalupensis Turner & Powell)[6]
    - Dermatophyllum gypsophilum (B.L.Turner & A.M.Powell) Vincent subsp. gypsophilum[6]

  - Meskalbohne (Dermatophyllum secundiflorum (Ortega) Gandhi & Reveal, Syn.: Broussonetia secondiflora Ortega, Calia secundiflora (Ortega) Yakovlev, Cladrastis secundiflora (Ortega) Raf., Sophora secundiflora (Ortega) Lagerh. ex DC., Virgilia secundiflora (Ortega) Cav.)[6]
  - Dermatophyllum speciosum Scheele[6]
  - Dermatophyllum purpusii (Brandegee) Vincent (Syn. Sophora purpusii Brandegee, Calia purpusii (Brandegee) Yakovlev)[6]
- Dicraeopetalum Harms (Syn.: Lovanafia M.Peltier): Die nur zwei Arten sind in Madagaskar verbreitet:[7]
  - Dicraeopetalum capuronianum (M.Pelt.) Yakovlev
  - Dicraeopetalum mahafaliense (M.Pelt.) Yakovlev
- Diplotropis Benth.: Die etwa zwölf Arten sind in Südamerika (Kolumbien und Venezuela bis Peru und Bolivien) verbreitet.
- Dussia Krug & Urb. ex Taub. (Syn.: Cashalia Standl., Vexillifera Ducke): Die etwa zehn Arten sind von Mexiko bis ins tropische Südamerika verbreitet:[5]
  - Dussia coriacea Pierce
  - Dussia cuscatlanica (Standl.) Standl. & Steyerm.
  - Dussia discolor (Benth.) Amshoff
  - Dussia foxii Rudd
  - Dussia lehmannii Harms
  - Dussia macroprophyllata (Donn. Sm.) Harms
  - Dussia martinicensis Taub.
  - Dussia mexicana (Standl.) Harms
  - Dussia sanguinea Urb. & Ekman
  - Dussia tessmannii Harms
- Haplormosia Harms: Sie enthält nur eine Art:
  - Haplormosia monophylla (Harms) Harms: Sie ist von West- bis Zentralafrika (Sierra Leone bis Gabun) verbreitet.
- Leucomphalos Benth. ex Planch. (Syn.: Baphiastrum Harms): Sie enthält nur eine Art:[5]
  - Leucomphalos mildbraedii (Harms) Breteler: Sie kommt im tropischen Afrika und auf Madagaskar vor.[5]
- Luetzelburgia Harms: Die etwa elf Arten kommen in Kolumbien, Brasilien und Bolivien vor:[5]
  - Luetzelburgia andrade-limae H.C.Lima
  - Luetzelburgia auriculata (Allemao) Ducke
  - Luetzelburgia bahiensis Yakovlev
  - Luetzelburgia guaissara Toledo
  - Luetzelburgia pallidiflora (Rizzini) H.C.Lima
  - Luetzelburgia praecox (Harms) Harms
  - Luetzelburgia reitzii Burkart
  - Luetzelburgia trialata (Ducke) Ducke
- Maackia Rupr. (Syn.: Buergeria Miq.): Die etwa zehn Arten sind in Ostasien verbreitet.[5]
- Monopteryx Spruce ex Benth.: Die drei bis vier Arten sind im nördlichen Südamerika (Kolumbien, Venezuela, Französisch-Guyana und Amazonas-Gebiet Brasiliens) verbreitet:[5]
  - Monopteryx angustifolia Benth.
  - Monopteryx inpae W.A.Rodrigues
  - Monopteryx uaucu Benth.
- Myrocarpus Allemão: Die etwa fünf Arten sind in Südamerika verbreitet.[5]
  - Myrocarpus emarginatus A.L.B.Sartori & A.M.G.Azevedo
  - Myrocarpus fastigiatus Allemão
  - Myrocarpus frondosus Allemão
  - Myrocarpus leprosus Pickel
  - Myrocarpus venezuelensis Rudd
- Myrospermum Jacq.: Sie enthält nur eine Art:
  - Myrospermum frutescens Jacq.: Sie kommt von Mexiko bis Venezuela und auf Trinidad vor.[5]
- Balsambäume (Myroxylon L. f., Syn.: Toluifera L.):[5] Die seit 2015 nur noch zwei Arten sind in der Neotropis verbreitet.
- Neoharmsia R.Vig.: Die nur zwei Arten kommen nur im nördlichen bis nordwestlichen Madagaskar vor:[7]
  - Neoharmsia baronii (Drake) R.Vig. emend. Peltier
  - Neoharmsia madagascariensis R.Vig.
- Ormosia Jacks. (Syn.: Anatropostylia (Plitmann) Kupicha, Fedorouia Yakovlev, Layia Hook. & Arn., Macrotropis DC., Macroule Pierce, Ormosiopsis Ducke, Placolobium Miq., Podopetalum F.Muell., Ruddia Yakovlev, Toulichiba Adans., Trichocyamos Yakovlev): Die 90 bis 150 Arten sind in des Subtropen bis Tropen in Asien, in der Neuen Welt und in Australasien beispielsweise im australischen Bundesstaat Queensland verbreitet.[5][8][9]
- Panurea Spruce ex Benth. & Hook. f.: Sie enthält ein oder zwei Arten in Kolumbien und Brasilien:
  - Panurea longifolia Benth.
- Pericopsis Thwaites (Syn.: Afrormosia Harms): Die etwa vier Arten kommen im tropischen Afrika, auf Sri Lanka und von Malesien bis zu den Karolinen vor:[5]
  - Pericopsis angolensis (Baker) Meeuwen
  - Pericopsis elata (Harms) Meeuwen
  - Pericopsis laxiflora (Baker) Meeuwen
  - Pericopsis mooniana Thwaites
- Petaladenium Ducke: Sie enthält nur eine Art:[5]
  - Petaladenium urceoliferum Ducke: Dieser Endemit kommt nur am Rio Negro in Brasilien vor.
- Sakoanala R.Vig.: Die nur zwei Arten kommen nur in Madagaskar vor:[7]
  - Sakoanala madagascariensis R.Vig.
  - Sakoanala villosa R.Vig.
- Salweenia Baker f.: Sie enthält nur eine Art:
  - Salweenia wardii Baker f.: Sie kommt im östlichen Tibet sowie im westlichen Sichuan vor.
- Schnurbäume (Sophora L., Syn.: Broussonetia Ortega, Cephalostigmaton (Yakovlev) Yakovlev, Echinosophora Nakai, Edwardsia Salisb., Goebelia Bunge ex Boiss., Keyserlingia Bunge ex Boiss., Vexibia Raf.): Es gibt etwa 70 Arten,[5] Auswahl:
  - Sophora albescens (Rehder) C.Y.Ma: Sie kommt in Sichuan und in Yunnan vor.[5]
  - Sophora albo-petiolulata Léonard
  - Sophora alopecuroides L.
  - Sophora arizonica S.Watson
  - Sophora bakeri Prain
  - Sophora benthamii Steenis
  - Sophora brachygyna C.Y.Ma
  - Sophora chrysophylla (Salisb.) Seem.
  - Sophora conzattii Standl.
  - Sophora davidii (Franch.) Pavol.
  - Sophora denudata Bory
  - Sophora microphylla Ait.
  - Sophora tetraptera J.F.Mill.
  - Sophora tomentosa L.
  - Sophora tonkinensis Gagnep.
  - Toromiro (Sophora toromiro Skottsb.): Dieser Endemit kommt nur auf der Osterinsel vor.
- Spirotropis Tul.: Die zwei bis drei Arten sind im nördlichen Südamerika (Venezuela, Guyana, Surinam, Französisch-Guyana und Amazonas-Gebiet Brasiliens) verbreitet.
- Styphnolobium Schott: Sie enthält etwa neun Arten, die in China und von den Vereinigten Staaten bis Kolumbien vorkommen:[5]
  - Styphnolobium affine (Torr. & A.Gray) Walp. (Syn.: Sophora affinis Torr. & A.Gray)
  - Styphnolobium burseroides M.Sousa, Rudd & Medrano
  - Styphnolobium caudatum M.Sousa & Rudd
  - Styphnolobium conzattii (Standl.) M.Sousa & Rudd
  - Japanischer Schnurbaum (Styphnolobium japonicum (L.) Schott, Syn.: Sophora japonica L.)
  - Styphnolobium monteviridis M.Sousa & Rudd
  - Styphnolobium parviflorum M.Sousa & Rudd
  - Styphnolobium protantherum M.Sousa & Rudd
  - Styphnolobium sporadicum M.Sousa & Rudd
- Sweetia Spreng. (Syn.: Ferreirea Allemão): Die etwa zwei Arten kommen in Südamerika vor:[5]
  - Sweetia atrata Mohlenbr.
  - Sweetia fruticosa Spreng.
- Uleanthus Harms: Es gibt nur eine Art:[5]
  - Uleanthus erythrinoides Harms: Sie ist im Amazonas-Gebiet verbreitet.
- Uribea Dugand & Romero: Sie enthält nur eine Art:[5]
  - Uribea tamarindoides Dugand & Romero: Sie kommt in Costa Rica und Kolumbien vor.
- Xanthocercis Baill.: Sie enthält zwei Arten:[4]
  - Xanthocercis madagascariensis Baill. (Syn.: Cadia anomala Vatke, Pseudocadia anomala (Vatke) Harms): Sie gedeiht in Höhenlagen von 0 bis 500 Metern in Madagaskar nur in den Provinzen Antsiranana, Mahajanga und Toamasina.[7]
  - Xanthocercis zambesiaca (Baker) Dumaz-le-Grand Sie kommt von Mosambik über Malawi, Sambia, Simbabwe, dem nördlichen Botswana bis Südafrika vor.[4]

## Weiterführende Literatur
- R. T. Pennington, C. H. Stirton, B. D. Schrire: Tribe Sophoreae. In: G. Lewis, B. Schrire, B. Mackinder, M. Lock: Legumes of the World. Royal Botanic Gardens, Kew, 2005, ISBN 1-900347-80-6, S. 227–249.